# Odlehčovací komora
Odlehčovací komora je součást stokové sítě. Používá se k převedení přívalových dešťových vod do řeky. Jakmile dosáhne hladina vody ve stoce úrovně přepadu, přeteče do odlehčovací stoky, kterou je odváděna přímo do vodního toku.
Odlehčovací komora musí být uspořádána tak, aby oddělovala množství vody, o které má být průběžná stoka odlehčena, z celkového průtoku. Tyto oddělené vody jsou následně odváděny odlehčovací stokou do recipientu nebo do dešťové zdrže. Oddělení nejčastěji probíhá přepadem přes přeliv, jehož koruna je umístěna nade dnem odlehčovacího koryta ve výši odpovídajícího průtoku, při němž má být odlehčovací komora uvedena v činnost. Za odlehčovací komorou pokračuje stoka zmenšeným profilem směrem k čistírně odpadních vod.  
Hlavní nevýhodou odlehčovacích komor z hlediska životního prostředí je zanášení čerstvého fekálního znečištění do recipientu, ke kterému dochází i přes velmi vysoké naředění splaškových vod vodami dešťovými. Fekální znečištění nepříznivě ovlivňuje samočisticí procesy a kyslíkovou bilanci v recipientu. Vzlínavé a plovoucí látky ulpívají na břehové vegetaci a tím způsobují estetické závady. Je důležité správně stanovit stupeň zředění splašků, aby čistota vody v recipientu byla zachována ve stanovených mezích.  
Ve spojitosti s odlehčovacími komorami se v legislativě objevuje mnoho nejasností, ať už v oblasti názvosloví (v normách ČSN 75 6262 a ČSN EN 752 jako „odlehčovací komory“, v dřívějších verzích norem jako „oddělovací komory“, ve vodním zákoně a prováděcích předpisech jako „dešťové oddělovače“) či ve vnímání přepadů z odlehčovacích komor (jde, nebo nejde o odpadní vody).
Existují tři stokové soustavy:
- soustava jednotná,
- soustava oddílná,
- modifikovaná. [1]

V rámci jednotné stokové soustavy jsou dopravovány veškeré druhy odpadních vod společnou trubní sítí směrem na čistírnu odpadních vod. Tento princip přináší technické a ekonomické výhody, avšak nese s sebou i mnohé nevýhody, zejména z hygienického hlediska. Zásadním objektem jednotné stokové sítě je odlehčovací komora (OK), která vytváří přímou souvislost mezi stokovou sítí a recipientem.  
Oddílná soustava odvádí různé druhy odpadních vod samostatnými trasami stokové sítě. Nejčastěji se jedná o dvě stokové sítě, z nich jedna vede vody splaškové a druhá odděleně odvádí vody dešťové. 
Modifikovaná stoková sít vzniká kombinací jednotné a oddílné stokové soustavy v rámci odvodnění jednoho urbanizovaného celku.

## Popis jednotlivých částí komory

### Přítokové potrubí
Přítokové potrubí musí být dostatečně dlouhé a rovné, aby nedocházelo k bystřinnému proudění (tj. aby Froudovo číslo proudění v potrubí bylo menší než 1). Proto se navrhuje délka potrubí L alespoň jako dvanáctinásobek průměru D tohoto potrubí, tedy L = 12D.  Je-li délka přítokového potrubí menší, je potřeba umístit před TOK komoru, která zajistí uklidnění energie vody. 

### Hlavní komora
Oproti přítokovému potrubí je hlavní komora rozšířena. V komoře je umístěna norná stěna, před kterou se nachází vstupní šachta pro obsluhu. Poblíž vstupní šachty je umístěn nouzový obtok opatřený šoupětem, které má ovládání v šachtě. Ovládání je umístěno nad úrovní celého objektu z důvodu možného zacpání odtoku na ČOV, při kterém by byla celá odlehčovací komora pod vodou. 

### Norná stěna
Norná stěna je uchycena v nerezovém rámu před přepadovou štěrbinou a slouží k zadržení plovoucích nečistot. Po dešti klesají plovoucí nečistoty společně s hladinou a jsou odplavovány bezdeštným odtokem na čistírnu. Je-li potřeba je možno nornou stěnu překlopit a využít ji jako provizorní hrazení. 

### Česle
Česle zamezují vtoku větších plovoucích a unášených nečistot do recipientu. Jsou uchyceny pomocí čepů a jsou volně kyvné s max. odklonem od svislice 45° . Pruty česlí mají průměr 14 mm, světlá šířka mezi nimi je 30 mm. Po celé délce přepadové štěrbiny je rovnoměrně rozmístěno 5 polí, první pole je hned za nornou stěnou. Mezera pod česlemi odpovídá polovině průměru škrtící tratě. 

### Přepadová štěrbina
Přepadová štěrbina slouží k odtoku naředěné odpadní vody, která bez dalšího čištění putuje přímo do recipientu. Odpadní vody tudy odtékají během přívalových nebo déletrvajících dešťů, kdy se díky škrtícímu potrubí zvedne hladina. 
Přepadová štěrbina má dva základní tvary. Prvním z nich je jednoduchý obdélník, užívaný pro DN přítokového potrubí menší než 1000. Druhým tvarem je lichoběžník, používaný pro DN 1000 a větší. 

### Škrtící potrubí
Škrtící potrubí má oproti přítokovému potrubí malé DN, což způsobuje jeho omezenou kapacitu. V průběhu bezdeštného období odvádí veškeré vody na ČOV, za deště tyto vody reguluje tak, aby přítok na ČOV byl konstantní. 

## Typy odlehčovacích komor
Po stavební stránce lze odlehčovací komory rozdělit následovně:

### Odlehčovací komory bez mechanického předčištění

#### Odlehčovací komory s přepadem přímým
Odlehčování se provádí ve směru osy přívodní stoky. Rozdíl mezi jednotlivými typy je
v orientaci přelivu na směr přítoku odpadní vody do odlehčovací komory.
Základními typy jsou přepad přímý kolmý, přímý šikmý, přímý obloukový a přímý
lomený. .

#### Odlehčovací komory s přepadem bočním
Směr odlehčování je odkloněn od směru přívodní stoky. Snaha o zvýšení účinnosti bočního přepadu vedla ke konstrukci odlehčovací komory s bočním přepadem v oblouku, při kterém se využívá odstředivá síla proudící vody v oblouku. Umístěním přelivné hrany do oblouku na jeho konkávní straně je možno dosáhnout zvýšení účinnosti odlehčení.  

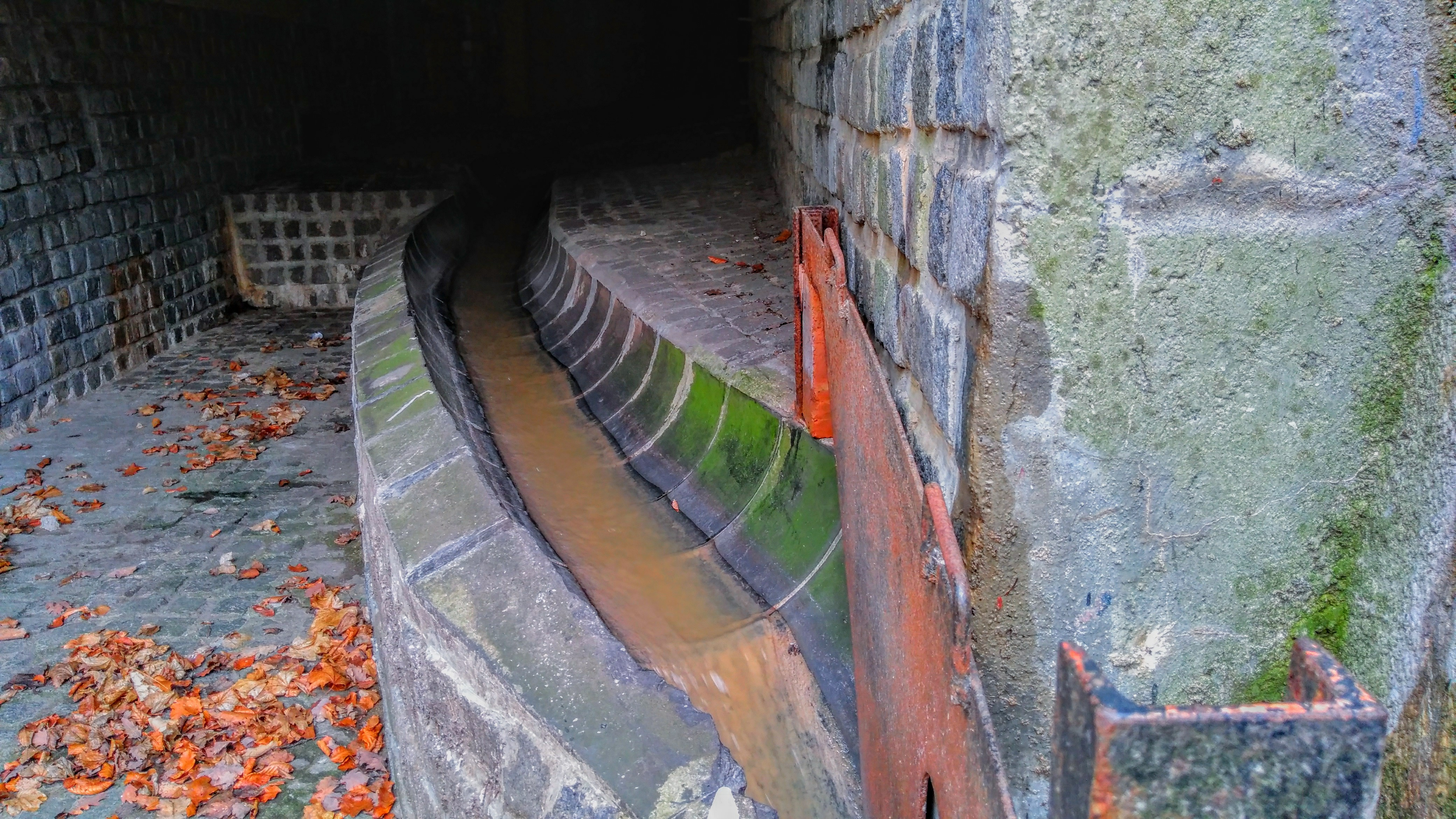
Odlehčení splaškové kanalizace bočním jednostranným přepadem, Kohoutovice, Brno.

Oboustranný přepad umožňuje, oproti jednostrannému, zkrátit délku přelivné hrany a tím i délku celé odlehčovací komory. 

#### Odlehčovací komory se škrticí tratí
Škrticí trať je úsek s menším průměrem, vložený mezi odlehčovací komoru a stoku vedenou dále k čistírně odpadních vod. Jeho působením se hladina v komoře vzdouvá a vtok do odtokového potrubí se zahlcuje. Úsek škrticí tratě tedy pracuje v tlakovém režimu, přičemž jeho průtočná kapacita se mění jen málo. Škrticí trať se kombinuje s přepadem přímým nebo bočním. 

#### Odlehčovací komory s přepadajícím paprskem
Pracují na principu rozdělení přepadajícího paprsku odpadní vody. Malé, tzv. bezdeštné průtoky a zředěné množství splašků propadne úzkou štěrbinou do příčně položeného žlábku, odkud odtékají k čistírně odpadních vod. Při větších množstvích odpadních vod se přepadající paprsek rozdělí, část vod žlábek přepadne a odtéká odlehčovací komorou do recipientu. 

#### Odlehčovací komory s horizontální dělicí stěnou (etážové, patrové)
Pracují na principu horizontálního dělení průtoku. V odlehčovací komoře je ve vodorovné poloze v určené výšce umístěn břit, který je podtékán odpadní vodou až do určitého stupně ředění. Při větších průtocích nastává dělení průtoku. Větší množství než je určené ředění splašků se břitem oddělí a je odvedeno do recipientu. .

#### Odlehčovací komory s plastickou přelivnou hranou
U tohoto typu komor se přelivná hrana prohne tlakem přepadající vody. Voda přepadá až do vytvoření přetlaku způsobeného vyšší hladinou ve stoce před hranou. 

#### Štítové odlehčovací komory
U štítových odlehčovacích komor je svislá deska přitlačována ke hraně bočního přelivu protizávažím. Deska se vodorovně posune a nechá přepadat vodu až do vytvoření přetlaku způsobeného vyšší hladinou ve stoce před deskou. 
Štítové OK a OK s plastickou (elastickou) přelivnou hranou se budují s cílem snížení zatížení vodního recipientu přepadajícími znečišťující látkami z komory, jelikož umožňují zvýšení objemu prvního oplachu transportovaného dál stokovou sítí. 

#### Odlehčovací komory s torzní přepadovou hranou
Odlehčovací komory s torzní přepadovou hranou jsou vybaveny pohyblivou sklopnou klapkou. Sklopná klapka umožňuje zmenšení velikosti odlehčovacího objektu. Klapka dlouhá 1 m může nahradit pevný přeliv délky 2 až 5 m při stejném odlehčení a za stejného zpětného vzdutí. Klapka je odpadní vodou přelévána, proud tedy s sebou nestrhává různé sunuté nečistoty, které se vyskytují na dně potrubí. Sklopná klapka pracuje bez pomocné energie, při vyšší hladině se jednoduše prohne a voda může přepadat. 

#### Jiné typy odlehčovacích komor
Z dalších typů odlehčovacích komor bez mechanického předčištění lze jmenovat OK s násoskou, OK se stavítkem, OK s plovákovým a regulačním uzávěrem nebo OK se stíraným sítem. 

### Odlehčovací komory s mechanickým předčištěním

#### Vírové a vířivé separátory
Separátory fungují na principu separace nerozpuštěných látek z vody v odstředivém poli. Zachycení nečistot probíhá v proudu příčné cirkulace. Zpravidla se jedná o kruhové nádrže s tangenciálním vtokem a výtokem. 
Dle charakteru proudění se separátory dělí na vířivé a vírové. O tom, jaké proudění vznikne, rozhoduje vztah mezi přítokem (množství, rychlost), hladinou vody v nádrži, přepadajícím množstvím vody do recipientu, odtokovým množstvím a rychlostí v potrubí směrem k čistírně odpadních vod. 
Vířivé proudění vzniká, odtéká-li na ČOV  cca 1–5 % přítoku do separátoru. Při vířivém proudění směřuje hlavní proud od středu nádrže k hladině a odtud dále k obvodovým stěnám, podél nich klesá ke dnu a postupuje ke středu nádrže. Plovoucí látky se shromažďují ve středu nádrže v prohlubni na hladině. Ve středu nádrže se nachází kaliště, kam jsou po dně sunuty zachycené látky. Nečistoty z kaliště jsou transportovány dále na ČOV.  
Vírové proudění vzniká, jestliže na ČOV odtéká 10 a více % přítoku, v závislosti na hloubce vody. U vírového separátoru je opačný směr proudění než u vířivého. Proud směřuje podél dna k obvodovým stěnám, vertikálně podél stěn směrem k hladině a po hladině do středu, kde vzniká vír. Vzdušné jádro víru dosahuje až do kaliště. Usaditelné i plovoucí látky odcházejí do ČOV společně.  

#### Typy s přelivnou hranou uprostřed nádrže

##### Typ USEPA
Na přítoku je umístěn odražeč proudu, který napomáhá vytvoření víru. Přítok je veden tangenciálně, u dna vtéká do kruhové nádrže a tam vytváří dvojitou spirálu. U hladiny je vytvořen talíř s přelivnou hranou, a aby nedocházelo k odtoku plovoucích nečistot do recipientu, je před přelivnou hranou umístěna kruhová norná stěna. Plovoucí nečistoty jsou strhávány pod talíř a tam zachyceny. Přepadající předčištěná voda je svedena do recipientu a zachycené nečistoty jsou vírem přesunuty do odkaliště a na ČOV. 
Napříč talířem jsou umístěny čtyři svislé desky, které brání vytvoření víru přepadající vody. Tento vír by snižoval hltnost odvádějícího svislého potrubí. Ve dně separátoru je spirálovitě tvarovaný žlábek, vedoucí od dna osy vtokového potrubí ke kališti. 
Nevýhodou těchto separátorů je umístění přelivné hrany a odváděcí potrubí na dešťový průtok. Přelivná hrana se nachází kolem celého obvodu talíře, vtékající voda může vytvořit zkratový proud a začne přepadat bez dostatečného předčištění. Odváděcí potrubí má příliš velký průměr, takže excentricky umístěné kaliště spolu s horizontálním dnem mohou být příčinou tvorby sedimentů uvnitř nádrže. 

##### Typ Fluidsep
Separátor typu Fluidsep využívá kontrolovaného vírového proudění k oddělení usaditelných a plovoucích látek z odpadních vod. Jeho největšími výhodami jsou vysoká spolehlivost, malé náklady na údržbu a dobrá odlučivost. 
Během bezdeštného období protéká voda volně separátorem, stéká po odtokovém klenutém dnu a odtud přes škrcení na čistírnu. Vzroste-li za deště přítok, je odtok škrcen a separátor se začne plnit. Při malých srážkách nebo během krátkých dešťů se voda zachytí v akumulačním objemu separátoru a k odlehčení do toku vůbec nedochází. Během dlouho trvajících srážek voda přepadá prstencovou štěrbinou ve stropě mezi nornou stěnou a vodícím plechem. 
Přítok do separátoru je veden angenciálně, celý objem vody se dostává do otáčivého pohybu a tak vzniká proudění bez turbulencí. Nečistoty klesají dolů, jsou unášeny směrem ke středu a dostávají se do odtokového konusu. Při plném naplnění separátoru na volné hladině cirkulují plovoucí nečistoty, které po dešti klesají spolu s hladinou a jsou dále odnášeny bezdeštným odtokem. 

##### Typ Heliscreen
Heliscreen je jednoduché zařízení pracující na podobném principu jako šnekové čerpadlo. Na přepadové hraně je umístěn děrovaný ocelový plech, jenž zachycuje veškeré nečistoty větší než 6 mm. Tyto nečistoty jsou dále směřovány do čistírny odpadních vod. 

##### Typ Storm King
Storm King slouží k odstranění hrubých nečistot a plovoucích nečistot větších než 6 mm. Přítok je veden tangenciálně do středu nádrže, kde jsou umístěny horizontální talíře. Tyto talíře, slouží k zachycení nečistot. 
Proud vody a nečistot spirálovitě klesá podél stěn (červená šipka).  Usaditelné látky se shromažďují ve středu kužele a pomocí rotačních sil se dostávají nahoru (tmavě modrá šipka). Z talíře je voda odváděna do bočního žlabu a odtud následně do recipientu (světle modrá šipka). Kal je odváděn žlábkem ve dně na čistírnu odpadních vod (hnědá šipka). 

##### Typ Hydro-Static Screen
Za bezdeštného období proudí voda žlabem, umístěným pod roštem. Během dešťové události se zvýší hladina vody v komoře a voda protéká přes děrovaný plech. Usaditelné látky a plovoucí nečistoty zůstávají pod plechem a pokračují dále na čistírnu odpadních vod (hnědá šipka). Pročištěná voda prochází roštem a pokračuje dále do recipientu.  

##### Typ Hydro-Jet Screen
Bezdeštný průtok protéká samostatným kanálem a pokračuje dále na čistírnu. Během deště hladina vody v kanále stoupá a z bezdeštného kanálu se přelévá přes přepadovou hranu na samočisticí česle. Část vody za česlemi je odváděna na čistírnu, část se dostává do recipientu. 

#### Typy s přelivnou hranou na obvodu nádrže

##### Separátor typ ČVUT
Tento typ vychází z návrhů separátoru USEPA a byl vyvinut na Českém vysokém učení technickém. Stejně jako u typu USEPA je přítok veden tangenciálně a u dna se vytváří spirálovitý vír. Přeliv společně s nornou stěnou je však umístěn v poslední čtvrtině obvodu nádrže. Ve středu nádrže je umístěno kaliště. 

##### Typ dle Balmofortha
Separátory toho typu jsou využívány především v Anglii. Přítok je veden opět tangenciálně, ke dnu nádrže a přelivná hrana je umístěna ve stejné výšce jako vtokové potrubí. 
Separátor je tvořen dvěma kruhovými nádržemi, první z nich vytváří vlastní prostor nádrže, druhá využívá mezikruží jako odtokový žlab. Norná stěna je umístěna u středu a její koncová část je upravena jako přepadová hrana. Kal se hromadí ve středu nádrže, odkud je odváděn na čistírnu. 

##### b) Obloukové separátory
Obloukový separátor byl vyvinut ve Velké Británii a všechny návrhové parametry jsou odvozeny z průměru přítokového potrubí D. 

#### c) Trubní odlehčovací komora (CSO HOBAS Chamber)
Trubní odlehčovací komora je poměrně nově vyvinutý druh odlehčovací komory. První exempláře byly instalovány v Moravském Krumlově a v Děčíně. Tento typ je vhodný především do rovinatého prostředí, kde lze přítokové potrubí využít jako retenční (nutnost navržení přítokového potrubí jako tlakové), díky tomu dochází ke zlepšení proudění v komoře a zachycení prvního splachu. 
TOK sestává z dvou na sobě uložených trub vzájemně propojených štěrbinou, která je proříznutá podélně vespod přepadového potrubí. Během dešťové události, kdy škrtící trasa nestačí odvádět, dochází ke zvyšování hladiny ve spodní troubě a po dosažení úrovně propojovací štěrbiny je přebytečná minimálně znečištěná vody odváděna do odlehčovací stoky a dále do recipientu. Pozitivní vliv na separaci nerozpuštěných látek má příčné proudění, které podporuje jejich sedimentaci. Dochází ke zpomalení nerozpuštěných látek v hlavní komoře a jejich sunutí u dna do odtoku. Po skončení deště probíhá samočinné vypláchnutí.  
Komora je vyrobena ze sklolaminátu, jenž má velmi malou drsnost a díky hladkému povrchu stěn je umožněn lepší odtok sedimentů. 
Design komory byl ověřen jak pomocí matematického, tak pomocí fyzikálního modelu. Zkoumaly se vlivy proudění na separaci nerozpuštěných látek i různé varianty přepadové štěrbiny. 
Mezi výhody trubní odlehčovací komory patří levná výroba, jednoduchá instalace, omezení vypouštění znečišťujících látek, snadná obsluha a bezpečný, bezproblémový provoz.  

## Vliv odlehčovací komor na životní prostředí
Během dlouhotrvajících či přívalových dešťů se prostřednictvím odlehčovacích komor dostávají do prostředí směsi dešťové, odpadní a balastní vody a ohrožují jak recipient, do kterého je komora zaústěna, tak jeho přilehlé okolí. 

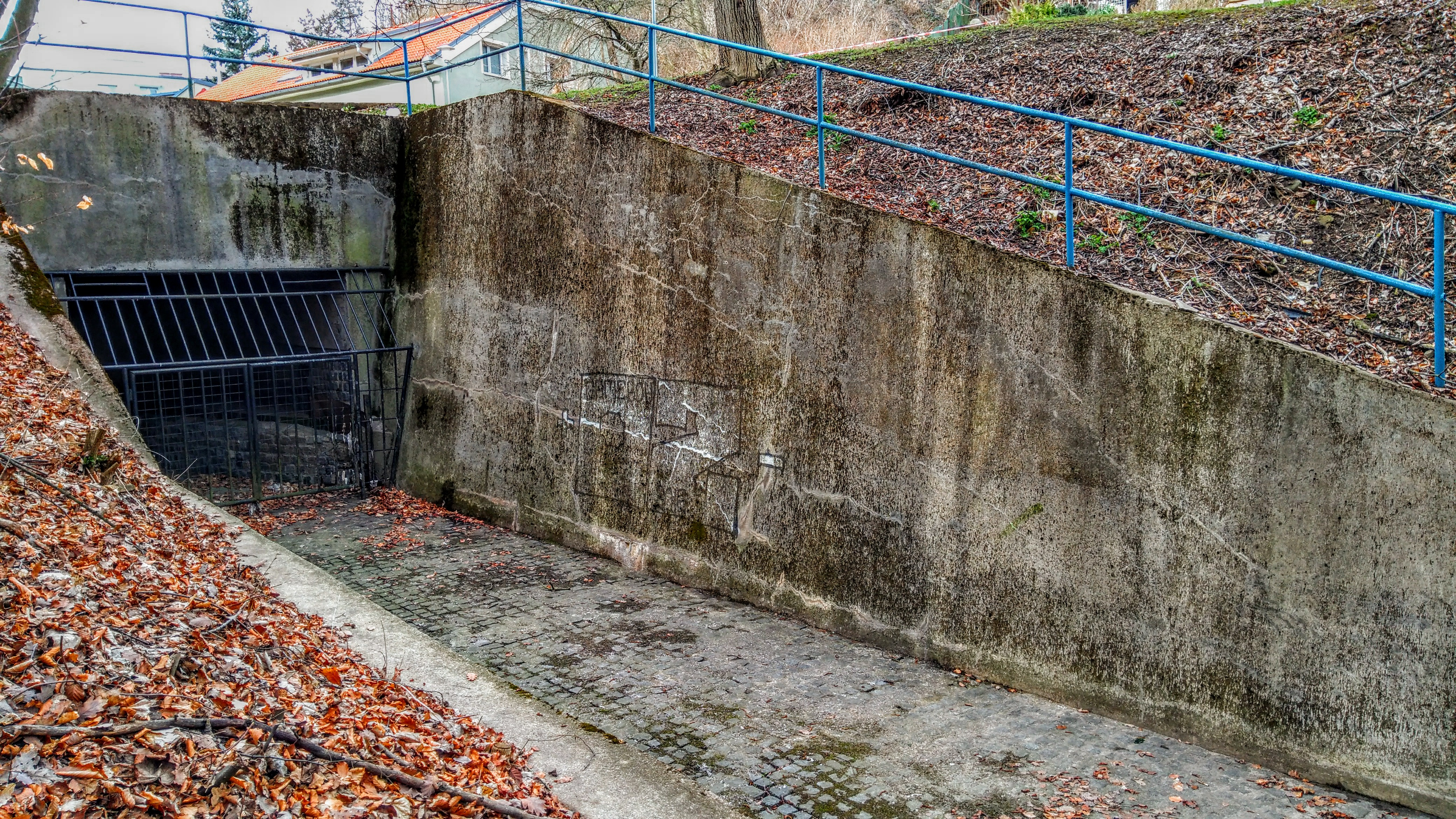
Recipientem odlehčení splaškové kanalizace v Kohoutovicích je Kohoutovický potok, který pod objektem vtéká do přírodní památky Údolí Kohoutovického potoka.

Narušení vodních toků lze rozdělit do tří kategorií: ovlivnění kvality vody (zvýšení koncentrací látkového znečištění, zvýšení koncentrací patogenních organismů, změna teplotního režimu a změna estetického vzhledu), ovlivnění hydrologického režimu (maximálních a minimálních průtoků) a ovlivnění morfologického stavu (podélného a příčného profilu, stavební objekty). 
Dle rozdílné doby působení lze narušení rozdělit na narušení s krátkodobými (akutními), opožděnými a dlouhodobými (chronickými) účinky. Krátkodobé narušení působí během přepadu a pouze několik hodin po něm, jedná se o zvýšené koncentrace toxických látek, deficit kyslíku, zákal, zvýšenou teplotu či zvýšený hydraulický stres.  Opožděné účinky se projevují za několik dní až týdnů po přepadu a lze sem zařadit deficit kyslíku ve vodě a v dnovém sedimentu nebo narušení hygienického stavu patogenními organismy. Dlouhodobé účinky se projevují měsíce až roky po přepadu a jsou výsledkem kumulativních efektů řady událostí. Patří k nim kolmatace dna, deficit kyslíku v sedimentu, chronická toxicita těžkých kovů a organických polutantů, eutrofizace živinami a změny morfologické struktury toku. 
Další dělení narušení toku, lze udělat podle toho, dochází-li k narušení ekologického stavu nebo k narušení nároků na užívání. 